# Прапрече (Загорје об Сави)
Прапрече (словен. Prapreče) је насељено место у општини Загорје об Сави, Засавска регија, Словенија. Они су део насеља Прапрече које је административним границама подељено на два насеља: Прапрече (Трбовље) и Прапрече (Загорје об Сави).

## Историја
До територијалне реорганизације у Словенији био је у саставу старе општине Загорје об Сави.

## Становништво
У попису становништва из 2011. године, Прапрече је имао 57 становника.
| Број становника према пописима | Број становника према пописима | Број становника према пописима |
| ------------------------------ | ------------------------------ | ------------------------------ |
| 1991                           | 2002                           | 2011                           |
| 53                             | 52                             | 57                             |